# II. Agapét pápa
II. Agapét (latinul: Agapetus), (? – 955. november 8.) volt a világtörténelem folyamán a 131. pápa 946. május 10-től. 10 éves pontifikátusa nem sok nyomot hagyott a történelem lapjain, mégis fontos pontifexként értékelik az utókor történészei. Minden bizonnyal Agapét volt az az egyházfő, akinek az uralma végre megrogyasztotta a független Római Köztársaság tébolyult zsarnokát, II. Alberiket, az örök város herceg-szenátorát. Ez hatalmas jelentőséggel bírt, hiszen a pápák immár 904 óta, III. Szergiusz pápa óta nem politizálhattak önállóan. Sőt, később az egyház fejét is az uralmon lévő türanniszok választották meg.

## Élete
Agapét Rómában született, egy jó módú családban. Apja ugyan a város nemesi köreibe is bejáratos volt, mégis a hagyományosan szigorú keresztény elvek alapján élt, és nevelte gyermekét. Így került Agapét az egyik közeli kolostorba, ahol a szerzetesek mindenre megtanították, amire későbbi spirituális életéhez szükséges volt. Kiváló vitázó volt, meggyőző érvei és tisztánlátása egyre nagyobb fegyvernek bizonyult. Hamarosan bíborosi rangot kapott, és a klérus egyik legtiszteletre méltóbb tagja lett. Nemcsak a római nemesség és főpapság körében ismerték el érdemeit, hanem Európa nagy részébe eljutott híre. Alberik herceg is jó viszonyban volt vele, így amikor III. Márton meghalt, szinte magától értetődő volt, hogy helyét 946. május 10-én Agapét vette át.

Alberik azonnal éreztette a hatalmi viszonyokat, és ezúttal is igyekezett háttérbe szorítani az egyházfőt. Azonban Agapét nem akarta elfogadni másodlagos szerepét, de tartott a nyílt ellenszegüléstől is. Nem titkolta, hogy az egyház dicsőségét csak szentéletű és eltökélt pápák vezetésével lehet helyre állítani. Minden igyekezetével támogatta a clunyi reformok terjedését, és a templomokban, kolostorokban felborult egyházi fegyelem szigorításán fáradozott. Pontifikátusa során sikerült elsimítani a reimsi egyházszakadást, és követeivel jó kapcsolatokat épített ki Nagy Ottó császár udvarával. Agapét segítette az északi császár ambícióit az északi népek térítésében, de mindennek ellenére 952-ben megtagadta tőle a római császári koronát.
Uralkodásának alkonyán egyre nyíltabban merte felvenni a harcot Alberikkel. Róma nemességével szövetkezve levelet írt Ottónak. A levélben az állt, hogy a rómaiak nem látnak más megoldást az anarchiából való menekülésre, csak azt, hogy az északi császár seregével Itália földjére lép, és ott rendet teremt. De a szövetség nem járt eredménnyel, legalábbis nem Agapét pontifikátusa alatt! Mindenesetre jelentős lépésnek bizonyult a jövőben. Alberik rájött a pápa árulására, de a széles körben tisztelt Agapétot nem merte bántani. A herceg ezért úgy döntött, hogy a római zsinattal elfogadtatja, hogy Agapét halála után fiát, Octavianust fogják megválasztani az egyház élére. A nagy hatású pápa 955. november 8-án halt meg. Testét a lateráni Szent János-templomban helyezték örök nyugalomra.

## Művei
- Documenta Catholica Omnia (latin nyelven). (Hozzáférés: 2011. december 6.)